# Наум Терзиянов
Наум Терзиянов или Терзистоянов с псевдоним Дърваров е български революционер, деец на Вътрешната македонска революционна организация (обединена).

## Биография
Наум Терзиянов се присъединява към ръководството на Илинденската организация като деловодител, но през пролетта на 1923 година е арестуван и затворен в Сливенския затвор с други илинденци по нареждане на БЗНС. След убийството на Тодор Александров и последвалите кръвопролития сред емиграцията спешно емигрира зад граница.
Заедно с Павел Шатев и Атанас Хаджиниколов, Терзиянов е в основата на противопоставянето на националреволюционерите на комунистическата фракция в организацията на Берлинската конференция на ВМРО (обединена) и налагането на Димитър Влахов за член на Централния комитет и Задграничното представителство. Терзиянов прочита на конференцията писмо, в която нарича Влахов „фарисей“ и „Тартюф“ и изнася факти за машинации на Влахов от времето, когато е пълномощник на Тодор Александров в Москва и във Виена.
По-късно напуска ВМРО (обединена) заедно с другите националреволюционери. Свидетелства на процеса срещу организацията през 1936 година в полза на обвиняемите и заедно с Георги Занков и Павел Шатев посочва като единствен проводник на комунизма във ВМРО (обединена) Димитър Влахов.
На 23 октомври 1944 година на митинг на новите власти в Охрид се изказва като хули България.
- Писмо на Терзиянов до ЦК на ВМРО за помирение, 28 февруари 1931 г.